# Амур-Ключ
Амур-Ключ — деревня в Дзержинском районе Калужской области Российской Федерации. Часть сельского поселения «Деревня Никольское».

## Физико-географическое положение
Расположено на берегу реки Смороденка. Рядом — населенные пункты Никольское и Малиновское.
До XX века на картах и в списках населенных мест не упоминается.

## История
По состоянию на 1782 году здесь находилась пустошь Доронина Морозовской волости Медынского уезда.

## Население
| 2002 | 2010 |
| ---- | ---- |
| 1    | →1   |